# Pierre-Gilles de Gennes
Pierre-Gilles de Gennes (født 24. oktober 1932, død 18. maj 2007) var en fransk fysiker, som modtog Nobelprisen i fysik i 1991.
Han blev født i Paris, Frankrig, og studerede på, École Normale Supérieure, efter at have forladt École i 1955, blev han forskningsingeniør.
Han arbejdede som ingeniør på den franske atomenergikommission i perioden 1955-1961. Han var professor ved Paris' Universitets forskningsafdelingen i Orsay fra 1961 til 1971, hvor han forskede i flydende krystaller. Efter 1971 var han professor ved Collège de France i Paris.